# مسجد سيدي بوحديد

مسجد سيدي بوحديد هو مسجد تونسي يقع شمال مدينة تونس العتيقة في تونس العاصمة.

## المكان
يقع المسجد في 50 نهج الباشا، الذي سمي هكذا بسبب تواجد منزل أحد الباشاوات.

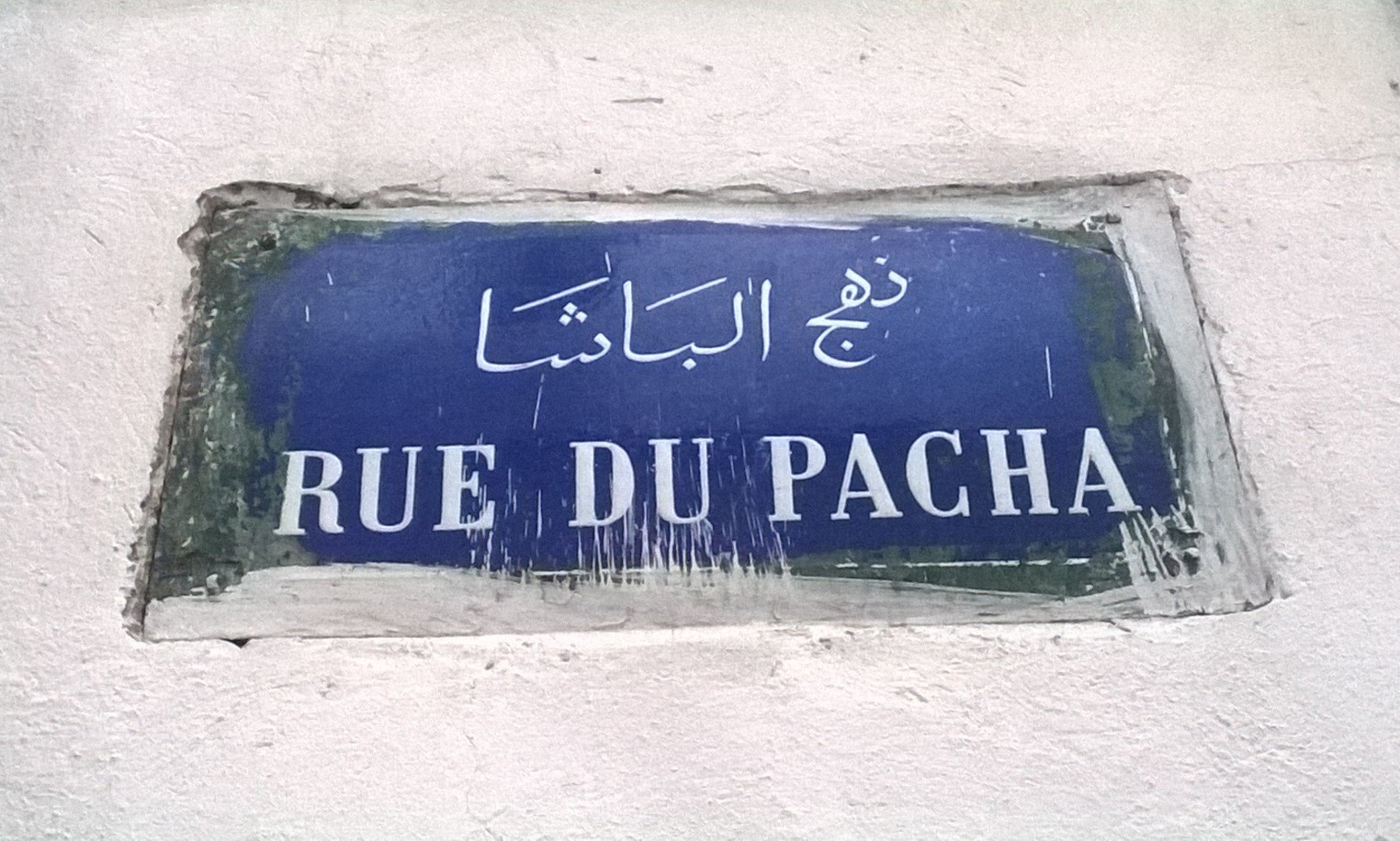
لوحة الشارع التي تخص نهج الباشا.

## التسمية
يستلهم المسجد اسمه من اسم ولي صالح هو سيدي بوحديد، واسمه الحقيقي محمد، وعاش في القرن الثاني عشر ودفن في الحي اليهودي الذي يسمى الحارة، وذلك قرب باب قرطاجنة، أحد أبواب مدينة تونس العتيقة الذي اختفى قبل 1881م.

## التاريخ
أشار المؤرخ محمد بن الخوجة إلى أن هذا المسجد تم بناؤه عدة سنوات بعد وفاة سيدي بوحديد، دون ذكر تاريخ تشييده.

## معرض الصّور

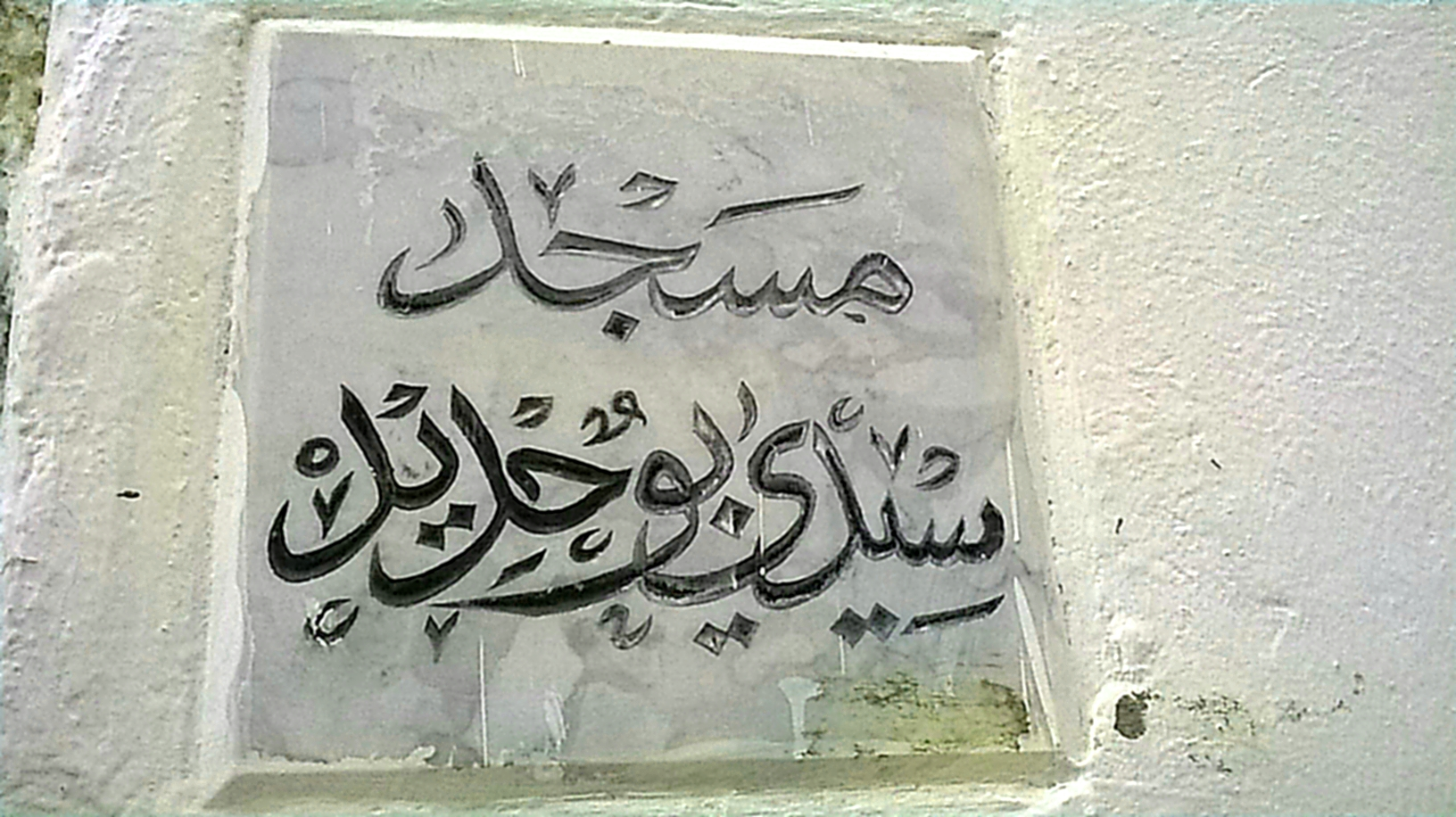
لوحة رخامية تشير إلى اسم المسجد.
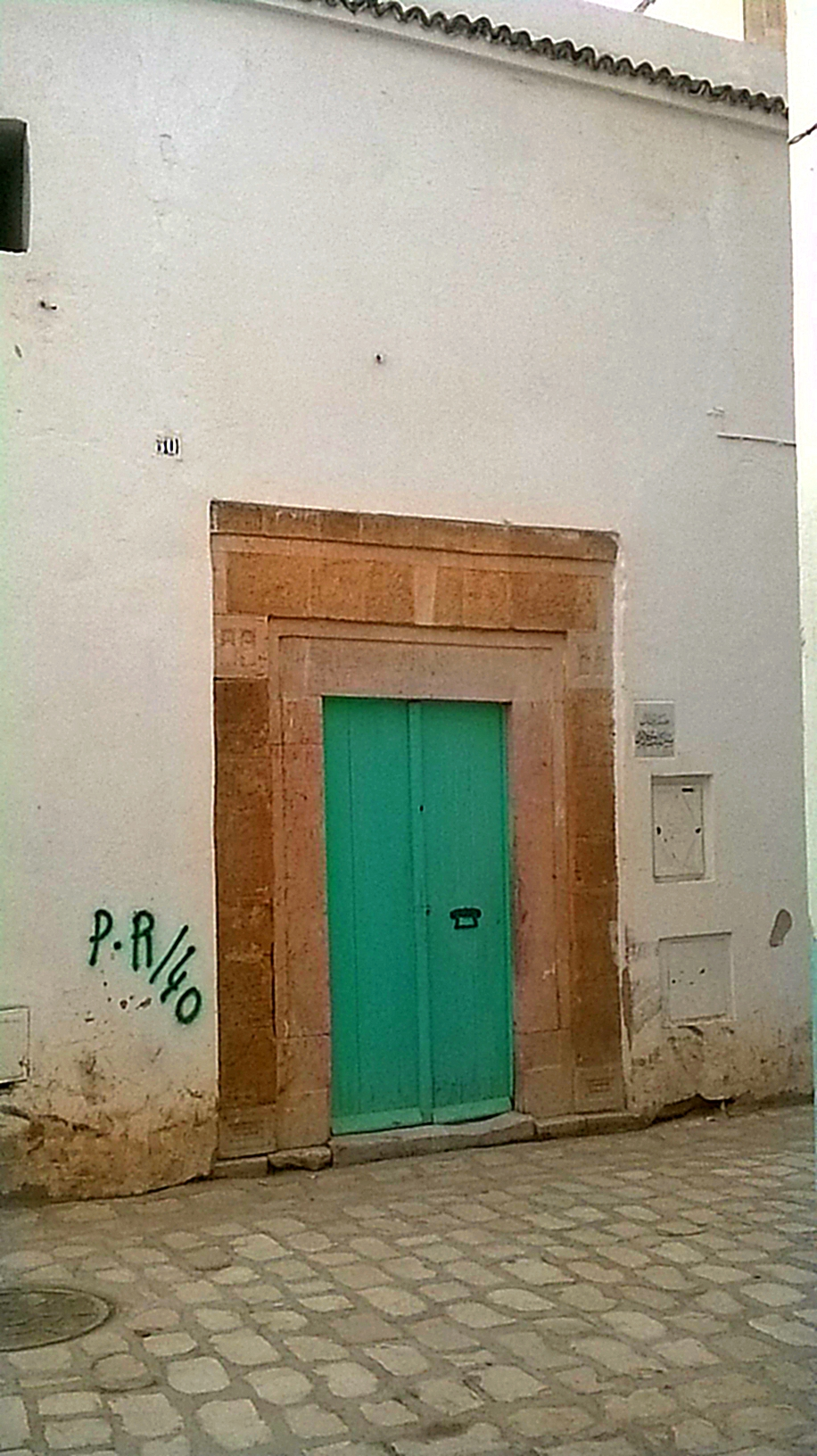
باب مدخل المسجد.
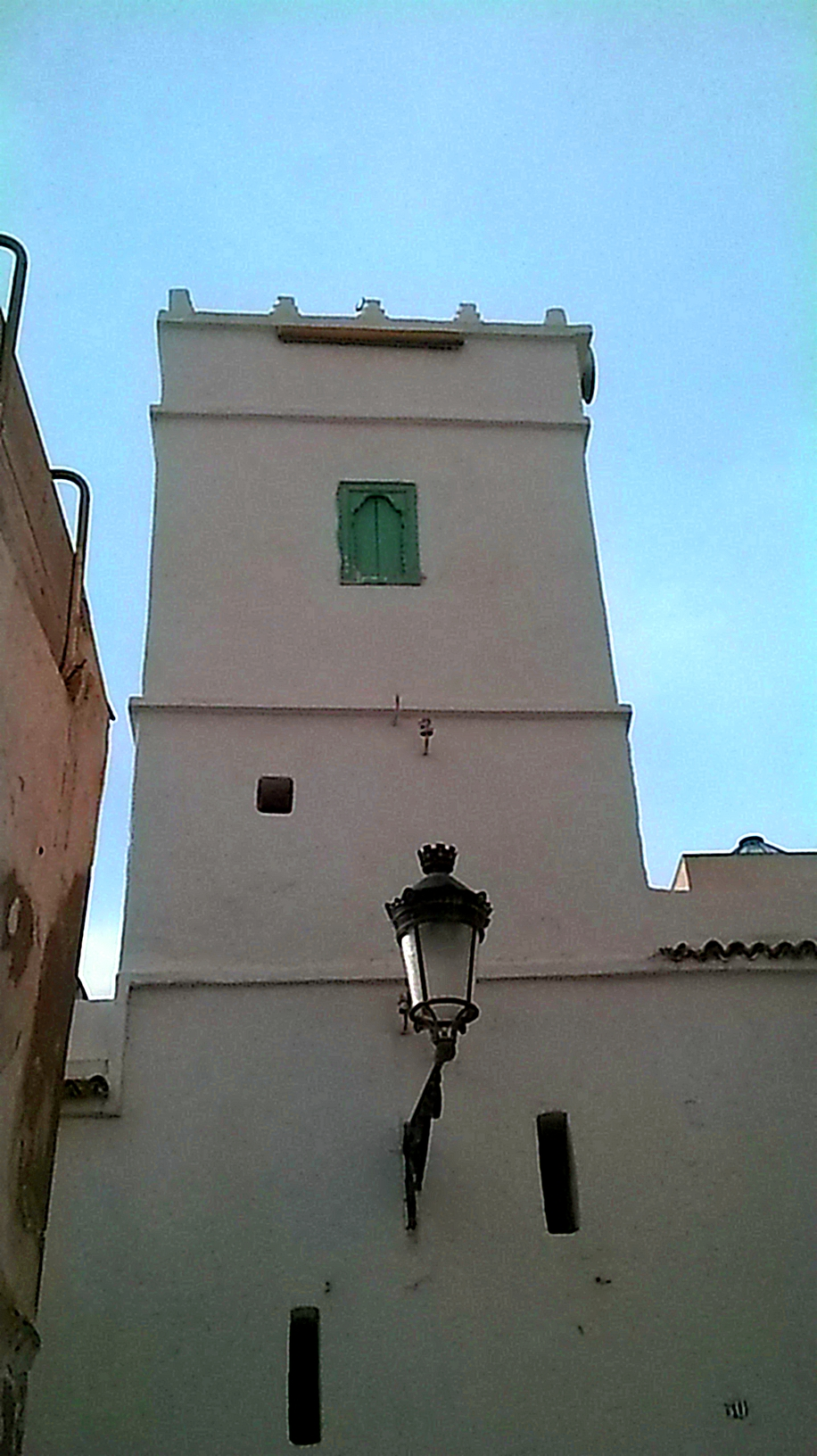
مئذنة المسجد.

## مقالات ذات صلة
- مساجد مدينة تونس